# ISO 3166-2:KP
ISO 3166-2:KP – kody ISO 3166-2 dla Korei Północnej.
Kody ISO 3166-2 to część standardu ISO 3166 publikowanego przez Międzynarodową Organizację Normalizacyjną. Kody te są przypisywane głównym jednostkom podziału administracyjnego, takim jak np. województwa czy stany, każdego kraju posiadającego kod w standardzie ISO 3166-1.
Aktualnie (2018) dla Korei Północnej zdefiniowano kody dla 9 prowincji, 1 miasto specjalne, 1 miasto metropolitalne oraz miasto stołeczne.
Pierwsza część oznaczenia to kod Korei Północnej zgodnie z ISO 3166-1, natomiast druga część oznaczenia znajdująca się po myślniku to dwucyfrowy kod jednostki administracyjnej.

## Kody ISO
| Kod ISO | Nazwa jednostki administracyjnej | Nazwa jednostki administracyjnej w języku koreańskim | Nazwa jednostki administracyjnej latynizacja McCune’a-Reischauera (1939) | Nazwa jednostki administracyjnej latynizacja KPS 11080:2002 | Rodzaj jednostki administracyjnej |
| ------- | -------------------------------- | ---------------------------------------------------- | ------------------------------------------------------------------------ | ----------------------------------------------------------- | --------------------------------- |
| KP-01   | Pjongjang                        | 평양                                                 | P’yŏngyang                                                               | Phyeongyang                                                 | miasto stołeczne                  |
| KP-02   | P’yŏngan Południowy              | 평안 남도                                            | P’yŏngan-namdo                                                           | Phyeongannamto                                              | prowincja                         |
| KP-03   | P’yŏngan Północny                | 평안 북도                                            | P’yŏngan-bukto                                                           | Phyeonganpukto                                              | prowincja                         |
| KP-04   | Chagang                          | 자강도                                               | Chagang-do                                                               | Jakangto                                                    | prowincja                         |
| KP-05   | Hwanghae Południowe              | 황해 남도                                            | Hwanghae-namdo                                                           | Hwanghainamto                                               | prowincja                         |
| KP-06   | Hwanghae Północne                | 황해 북도                                            | Hwanghae-bukto                                                           | Hwanghaipukto                                               | prowincja                         |
| KP-07   | Kangwŏn                          | 강원도                                               | Kangwŏn-do                                                               | Kangweonto                                                  | prowincja                         |
| KP-08   | Hamgyŏng Południowy              | 함경 남도                                            | Hamgyŏng-namdo                                                           | Hamkyeongnamto                                              | prowincja                         |
| KP-09   | Hamgyŏng Północny                | 함경 북도                                            | Hamgyŏng-bukto                                                           | Hamkyeongpukto                                              | prowincja                         |
| KP-10   | Ryanggang                        | 량강도                                               | Ryanggang-do                                                             | Ryangkangto                                                 | prowincja                         |
| KP-13   | Rasŏn                            | 량강도                                               | Rasŏn (Najin Sǒnbong)                                                    | Raseon                                                      | miasto specjalne                  |
| KP-14   | Nampo                            | 남포특별시                                           | Namp’o                                                                   | Nampho                                                      | miasto metropolitalne             |